# Negripteris quezelii
Negripteris quezelii là một loài dương xỉ trong họ Pteridaceae. Loài này được Tardieu in Qu mô tả khoa học đầu tiên năm 1958.
Danh pháp khoa học của loài này chưa được làm sáng tỏ. 